# Orimarga risbeci
Orimarga risbeci är en tvåvingeart som beskrevs av Alexander 1934. Orimarga risbeci ingår i släktet Orimarga och familjen småharkrankar. Inga underarter finns listade i Catalogue of Life.